# Переносов, Иван Григорьевич
Ива́н Григо́рьевич Перено́сов (умер 5 июня 1646, Тобольск) — дьяк Русского царства в правлении царя Михаила Фёдоровича, участник многочисленных дипломатических миссий.

## Биография
Год рождения и ранняя биография неизвестны. Впервые упоминается в источниках в 1624/1625 — 1625/1626 годах в качестве дьяка в Вязьме. 8 января 1626 года уже в Москве, так как упоминается среди других дьяков, приглашённых к царскому столу. С 22 марта по 5 апреля 1626 года вместе с Семёном Васильевичем Колтовским — приставы при приёме шведских послов короля Густава II Адольфа в Москве; в том же качестве при втором шведском посольстве 22 ноября 1626 года. 
В 1628/1629—1630/1631 годах — дьяк Приказа Большой казны и Казённого приказа. 23 февраля, 15 марта и 24 апреля 1629 года вместе с князем Александром Даниловичем Приимковым-Ростовским встречал на крыльце кызылбашских послов и купцов при их приёме царём. В октябре того же года встречал французских послов на границе и сопровождал их через Псков, Новгород и Тверь, а затем участвовал в их приёме царём с 9 по 12 ноября. В конце 1630 года — пристав при голландских послах. 17 мая 1631 года участвовал в приёме царём шведского посла Антона Монира.
Со 2 марта 1632 по 30 сентября 1634 года служил дьяком Приказа Казанского дворца. В 1632 году вместе с окольничим Долматовым-Карповым проводил опись московского царского архива. С 27 по 31 декабря 1632 года и 16 января, 4 и 5 февраля 1633 года участвовал вместе с Михаилом Матвеевичем Бутурлиным в приёме турецкого посла Фомы Кантакузена царём. 3 сентября того же года участвовал в приёме посла шведской королевы Кристины. 29 ноября 1633 года вместе с князем Иваном Фёдоровичем Волконским встречал турецкого посла Алея-Агуна и был при нём приставом. В 1633/1634 годах вместе с боярином Андрей Васильевич Хилковым занимался оснащением яицких и донских казаков для похода на Смоленск.
24 октября 1634 года вместе с боярином Алексеем Михайловичем Львовым, думным дворянином Степаном Матвеевичем Проестевым и дьяком Михаилом Феофилактовичем Даниловым был направлен в составе посольства к королю Речи Посполитой Владиславу IV. На посольство была возложена задача подтвердить Поляновский мирный договор между Россией и Речью Посполитой (подтверждён королём 23 апреля), а также добиться отказа короля Владислава от избрания на русский престол согласно договору 1610 года, чего посольству добиться не удалось под предлогом того, что договор утерян. Также послы получили тела умерших в польском плену Василия Ивановича Шуйского, его брата Дмитрия и супруги последнего Екатерины. За участие в посольстве Переносов, как и другие послы, был щедро награждён царём — ему была пожалована шуба в 140 рублей, серебряный кубок и 30 рублей в придачу к окладу.
С 27 августа 1635 года по апрель 1642 года — дьяк Поместного приказа. В 1638/1639 году его оклад составлял 120 рублей. В 1640 году был назначен в первую, меньшую встречу датских послов и королевича Вальдемара Кристиана, за которого царь Михаил Фёжорович хотел выдать замуж свою дочь Ирину. Брак не состоялся, поскольку сын датского короля отказался переходить в Православие. Однако, во время всех многочисленных встреч Переносов вместе с Петром Григорьевичем Очиным Плещеевым встречали послов в сенях. 22 марта и вторично в сентябре 1642 года участвовал при встрече турецкого посла Мустафы Челеби.
С 23 мая 1643 года — дьяк в Тобольске, где и скончался 5 июня 1646 года. Его род был записан в синодике Успенского собора Московского кремля.